# Акантосомові
Акантосомові, деревні щитники (Acanthosomatidae) — родина клопів (Heteroptera). Включає майже 300 видів у 55 родах. Це наземні та рослиноїдні клопи. Самиці деяких видів «висиджують» свої яйця, та доглядають за молодю, щоб захистити їх від хижаків і паразитів.

## Опис
Ці клопи мають складні очі, на їхніх головах немає трихоботріїв, з 5-сегментованими вусиками. Гомілки не шипуваті, лапки мають лише 2 членики (що відрізняє їх від Pentatomidae, у яких їх 3). Щиток помірно розвинений, підтрикутний, часто зі своєрідною язичком на верхівці. Передня частина має сильний серединний кіль. У самця 8-й сегмент черевця великий і помітний. Кольори часто досить яскраві.

## Класифікація
У групі виділяють три підродини:
- Acanthosomatinae Signoret, 1864 — 16 родів, 196 видів;
- Blaudusinae Kumar, 1974 — 27 родів, 51 вид;
- Dimototarsinae Signoret 1864 — 17 родів, 22 види.